# 찰스 헤퍼론
찰스 아처 헤퍼론 (Charles Archer Hefferon, 1878년 1월 25일 ~ 1932년 5월 13일)은 남아프리카 연방의 육상 선수로 주로 마라톤에 참가했다.
영국 버크셔주에서 태어났지만, 가족과 함께 캐나다로 이주하여 매니토바주 브랜든 근처의 농가에서 자랐다. 그는 보어 전쟁에서 싸운후 남아프리카 연방에 정착했다.
그는 1908년 런던 올림픽에 출전하여 마라톤에서 은메달을 획득하였다. 헤퍼론은 샴페인 한잔을 받아들이고 군중에서 뒷면에 가볍게 쓰다듬은 후 그라운드에서 졌지만 마지막 마일 반까지 선두였다. 그는 이어서 선을 통해 도움을 받고 실격된 도란도 피에트리와 최종 우승자 미국의 조니 헤이스에게 추월당하였다.
제1차 세계 대전이 일어나자 그는 입대하여 왕립 캐나다 기병과 함께 복무했다. 전쟁이 끝난후, 헤퍼론은 온타리오 주립 경찰에 이송되기 전에 던빌레에서 경찰의 주요 연기자가 되었다. 그는 블렌하임의 브랜드포트에서 고속도로의 학부와 오토바이 순찰로 옮기고 1930년 브램톤에서 시작하여 다음 해밀턴에서 특별한 임무로 일하였다.
헤퍼론은 자동차 운전자로 근무하는 동안 1932년 브램톤에서 차에 치어서 사망하였다.

## 참조
1. ↑  “Sports Reference:찰스 헤퍼론의 생애와 올림픽 성적”. 2016년 3월 3일에 원본 문서에서 보존된 문서. 2016년 5월 30일에 확인함.